# Emma Bawarska
Emma Bawarska, Emma z Altdorfu, Hemma (ur. 808, zm. 31 stycznia 876 w Ratyzbonie) – córka Welfa I, hrabiego Altdorfu, i Jadwigi saskiej, córki hrabiego Isanbarta. Jej siostra, Judyta, poślubiła w 819 r. cesarza Ludwika I Pobożnego.
Dzięki staraniom siostry Emma poślubiła w 827 r. w Ratyzbonie Ludwika (804 - 28 września 876), króla Bawarii, syna Ludwika Pobożnego i jego pierwszej żony, Ermengardy z Hesbaye, córki hrabiego Ingermana, pasierba Judyty. Ludwik i Emma mieli razem trzech synów i cztery córki:
- Hildegarda (828 - 856), zakonnica
- Karloman (830 - 29 listopada 880), król Bawarii
- Irmingarda z Chiemsee (zm. 886), zakonnica
- Gisela
- Ludwik III Młodszy (835 - 20 stycznia 882), król Saksonii
- Berta (zm. 877)
- Karol Otyły (13 czerwca 839 - 13 stycznia 888), cesarz

Kronikarze opisywali ją jako kobietę licznych talentów, wychwalając jej zdolności i niepospolitą odwagę. Często sama stawała na czele armii, np. kiedy poprowadziła armię przeciwko Adelchisowi z Benewentu, który zbuntował się przeciwko jej mężowi. Podobno buntownik tak przestraszył się królowej na czele wojska, że uciekł na Korsykę. Roczniki z Saint-Bertin ganią ją jednak za jej postępowanie z ludem Italii.
W wyniku podziału państwa frankijskiego w 843 r. została królową państwa wschodniofrankijskiego, z którego później wykształcą się Niemcy. Zmarła 31 stycznia 876 r., kilka miesięcy przez swoim mężem. Została pochowana w klasztorze św. Emmerama w Ratyzbonie.